# Synagoge (Bilohirsk)

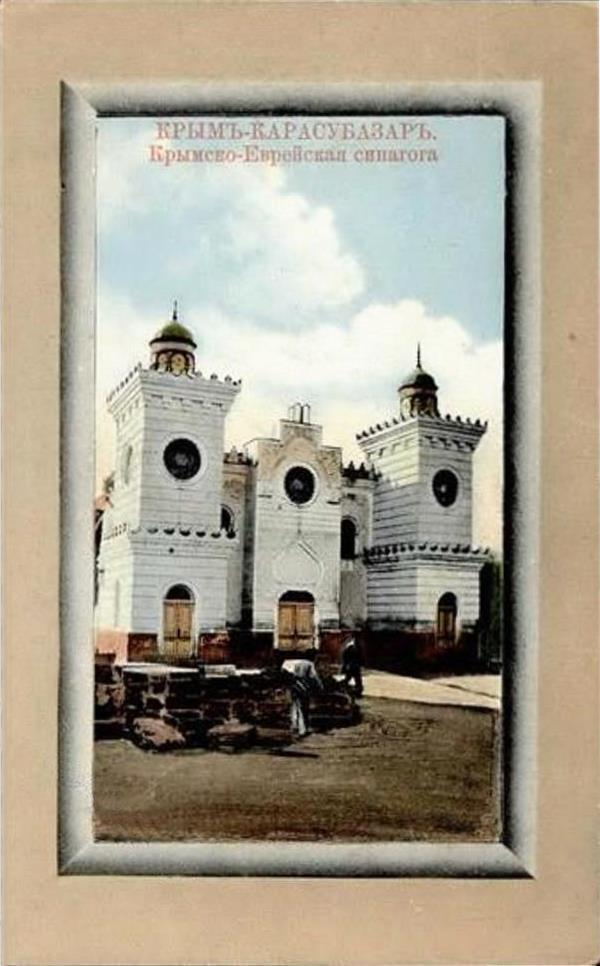
Krimtshakische Synagoge in Karasubasar (zwischen 1900 und 1910)

Die Synagoge in Bilohirsk, bis 1944 Karasubasar, einer Stadt in der Autonomen Republik Krim in der Ukraine, wurde vermutlich im 18. Jahrhundert errichtet.
Die krimtshakische Synagoge stammt aus 1516. Sie wurde während des Zweiten Weltkriegs zerstört, und als Zigarettenfabrik umgebaut.

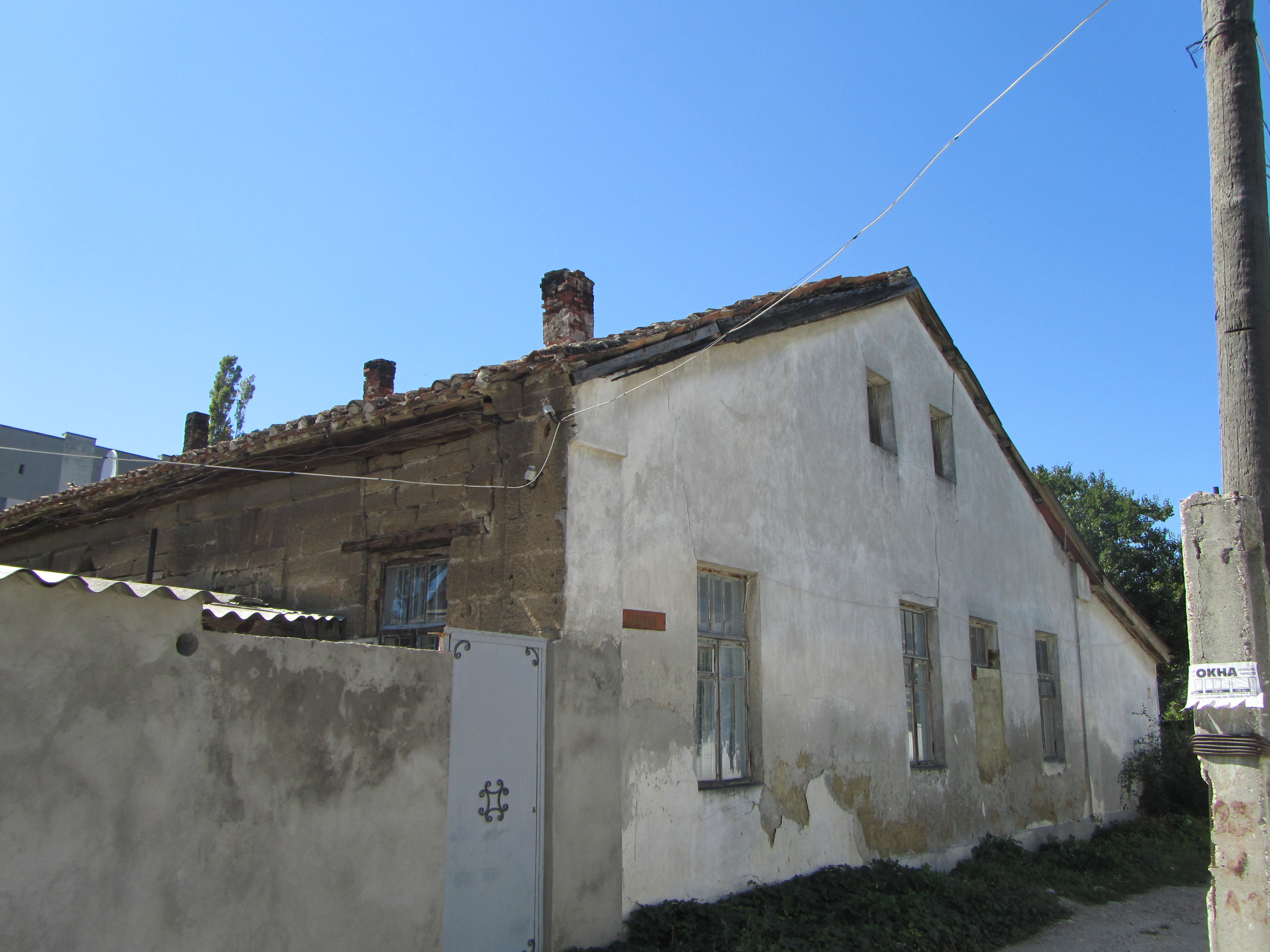
Aschkenasische Synagoge in Karasubasar.

Es gab auch eine aschkenasische Synagoge.